# 革命的議会主義
革命的議会主義（かくめいてきぎかいしゅぎ）とは、共産主義者による用語の一つで、本来は議会主義を否定して暴力革命を掲げる党派が、革命情況作りや組織宣伝のため議会闘争を行うこと。

## 概要
1914年、レフ・トロツキーは論文『議会主義と労働者階級』で、アナーキストによる議会に対するボイコット主義を批判し、扇動目的での議会戦術を主張した。
1920年 コミンテルン第二回大会で決議された「共産党と議会に関するテーゼ」では、「帝国主義によって行われた荒廃、掠奪、暴力、盗奪、破壊に直面して、秩序と耐久性と系統とに欠ける議会的改良は、労働者階級にとってはもはや一切の実際的意義を持たない」「この機関を支配階級の手からもぎとり、それを破壊し、全廃し、そのあとに新しいプロレタリアートの権力機関を置き換えることが、労働者階級の当面の歴史的任務である。」としながらも、「同時に、しかしながら労働者階級の革命的参謀本部は、この破壊事業を容易にするために、ブルジョワジーの議会諸機関の内部に偵察部隊を持つことに強い関心をもつものである。ここから、革命的目的で議会に入っていく共産主義者の戦術と、社会主義的議会主義者のそれとの根本的な相違が生まれる。」「共産党がこの制度の中にはいるのは、議会の中でその一部としての機能を果たすためではなくて、議会内の行動によって、国家機関と議会そのものを打ち砕くために大衆を援助するためである」「議会内活動は、全体として、かつ完全に、議会外の大衆闘争の目的と任務に従属さるべきである。」と共産党のブルジョア議会に対する態度を定式化した。

## 日本
日本では、1950年代に日本共産党が武装闘争路線の際にも議会闘争を継続した。また1987年（昭和62年）4月の第11回統一地方選挙では、中核派、第四インター、日本労働党など新左翼系の15党派が市町村区議選を中心に74名の候補者を擁立し、34名が当選して注目された。
現在、日本共産党は「議会活動と市民運動は車の両輪」と規定し、「人民的議会主義」を提唱している。